# Zeuxinia aeschra
Zeuxinia aeschra är en fjärilsart som beskrevs av George Francis Hampson. Zeuxinia aeschra ingår i släktet Zeuxinia och familjen nattflyn. Inga underarter finns listade i Catalogue of Life.